# Partidul Național Liberal-Brătianu
Partidul Național Liberal–Brătianu (abreviat PNL-B) a fost un partid politic românesc care a activat în perioada 1930–1938 în Regatul României, condus de Gheorghe I. Brătianu. În 1929, acesta era constituit în principal dintr-un grup de dizidenți ai Partidului Național Liberal (PNL), dar majoritatea aveau să se reîntoarcă în Partidul Național Liberal (PNL) în 1931.